# KDStV Aenania München
Die Katholische Deutsche Studentenverbindung Aenania zu München (KDStV Aenania, auch Änania) ist eine farbentragende, nichtschlagende, katholische Studentenverbindung. Sie wurde 1851 in München gegründet und ist Gründungsmitglied des Cartellverbandes der katholischen deutschen Studentenverbindungen (CV).

## Couleur und Wahlspruch
Aenanias Farben sind dunkelgrün-weiß-gold. Die Fuchsenfarben sind grün-gold.
Ihr Wahlspruch lautet: „Treu und Frei!“
Aenania hat die amtliche Nummer 1 der Cartellverbindungen. Ihre offizielle Abkürzung lautet: Ae.

## Geschichte

### Gründung
Die KDStV Aenania ging aus dem Münchner Katholischen Leseverein für Studierende (1848), der späteren Orthodoxia (1849) bzw. dem Wissenschaftlichen Kränzchen Sophrosyne (1849) hervor und wurde am 5. Februar 1851 in München ins Leben gerufen. Ihr Gründer war der aus Wasserburg am Inn stammende Priesteramtskandidat Franz Lorenz Gerbl. Von seinem Heimatort leitete Gerbl den Namen der Verbindung her: Aenus steht im Lateinischen für den Inn. Aenania sollte ein Gegengewicht zu den schlagenden Korporationen darstellen und lehnt als katholische Verbindung noch heute jede Form des Duells ab. Mit den alten Korporationen gemein hat sie das öffentliche Farbentragen und die studentische Tracht, der Aenania können ausschließlich Männer beitreten. Als Prinzipien wählte sich Aenania „religio“, „scientia“ und „amicitia“.
Die Verbindung wurde am Nikolaustag (6. Dezember) 1851 offiziell an der Ludwigs-Maximilians-Universität immatrikuliert und wählte die Farben grün-weiß-gold. 1852 wurde das bis dahin wahlfreie Farbentragen Pflicht und 1853 wurde das Katholizitätsprinzip eingeführt.
Erster Protektor der Verbindung war ab 1864 Gregor von Scherr. Zum Protektorat über die Verbindung siehe unten.

### Gründung des Cartellverbandes
Der Cartellverband der katholischen deutschen Studentenverbindungen, kurz CV, wurde im Jahre 1856 von Aenania gemeinsam mit ihrer Schwesterverbindung KDStV Winfridia Breslau gegründet. Der CV übernahm die drei Prinzipien der Aenania und erweiterte sie später um das „patria“-Prinzip, das allerdings von Aenania selbst nicht übernommen wurde. Heute ist der Cartellverband mit knapp 30.000 Angehörigen in mehr als 120 Verbindungen nach eigenen Angaben der größte Studenten- und Akademikerverband Europas.

### Politische Verfolgung und Wiederbegründung
Von 1864 bis 1865 war die Aenania München Mitglied im Würzburger Bund. Entsprechend ihrem Wahlspruch „Treu und frei!“ war und ist die KDStV Aenania keiner politischen Partei verpflichtet.
Die Gründung des Deutschen Kaiserreiches führte in den 1870er und 1880er Jahren zu Bestrebungen innerhalb der Aenania für die Stärkung eines autonomen Bayerns und zur Schwächung des über den gesamten deutschsprachigen Raum verteilten Cartellgedankens des CV. Dies führte dazu, dass am 17. Juli 1881 gegen dreizehn Burschen ein Antrag auf Dimission gestellt wurde, „welche die Loslösung Aenanias vom Kartellverband bezweckten“. „Ihr heller Zorn darüber, daß sie im eigenen Land, auf eigenem Boden und im eigenen Bund Freiheit und Mitbestimmungsrecht verlieren und nichtbayerischer Überstimmung unterliegen sollten, veranlaßte [...] Bayern, Schwaben und Pfälzer aus dieser Korporation auszutreten und eine rein bayerische Verbindung KBStV Rhaetia München zu gründen.“
In der Zeit des Nationalsozialismus wurde die Aenania nach Widerstand, in dem sie unter anderem ihr Mitglied, der Münchner Männerseelsorger Rupert Mayer SJ unterstützte, schließlich verboten und aufgelöst. Einer Enteignung kam man mit einem erzwungenen Notverkauf des Verbindungshauses in der Münchner Schellingstraße zuvor.
Erst 1947 war nach eingeschränkter Existenz im Untergrund eine Wiederbegründung möglich. Nach Anerkennung als vom NS-Regime verfolgte Vereinigung wurde ihr 1952 das Eigentum am notverkauften Haus wieder zugesprochen. Aus der dadurch erlangten Entschädigung erfolgte der Neubau des heutigen Aenanenhauses in der Münchner Türkenstraße, das 1956 von Joseph Kardinal Wendel eingeweiht wurde.

### Gegenwart
Aenania führte sechsmal den Vorort des Cartellverbandes: 1881/82, 1889/90, 1932/33, 1956/57, 1986/87 und 2005/06 und stellte zweimal den Altherrenbundvorsitz des Cartellverbandes: von 1950 bis 1951 mit Wilhelm Winkler und von 1968 bis 1972 mit Alfons Fleischmann. Zuletzt stellte die KDStV Aenania zusammen mit der KDStV Winfridia-Breslau zu Münster den Vorort des Cartellverbandes im Jahr 2005/06 aus Anlass des 150-jährigen Jubiläums des CV.
Heute besteht die Verbindung aus insgesamt etwa 600 Mitgliedern (Studenten und Alten Herren) aus ganz Deutschland.
Die Mitglieder der Aktivitas der Aenania studieren heute an der Ludwig-Maximilians-Universität, der Technischen Universität München, der Universität der Bundeswehr, der Hochschule für angewandte Wissenschaften München oder einer anderen der elf Münchner Hochschulen.

## Besondere Verbindungen der Aenania
Aenania hat mehrere Tochterverbindungen, Enkelverbindungen und eine Patenverbindung:

### Tochterverbindungen
- 1866 KStV Ottonia München im KV
- 1897 KDStV Vindelicia München im CV
- 1899 KDStV Rheno-Franconia München im CV
- 1903 KDStV Langobardia (München) Bayreuth im CV
- 1922 KDStV Trifels München im CV

### Enkelverbindungen
- seit 1907 die 1899 von Ripuaria Bonn und Gothia Würzburg gegründete und 1904 suspendierte KDStV Burgundia München im VKSt, später CV
- seit 1930 die 1922 gegründete KDStV Radaspona (Regensburg) München im CV bei der Verlegung nach München
- seit 1907 die KDStV Moenania zu München im CV

### Patenverbindung
- Seit 1925 die 1886 gegründete KDStV Ferdinandea Prag zu Heidelberg im CV

### Freundschaftsverbindungen
Aenania hat fünf Freundschaftsverbindungen, deren Farben der Senior Aenaniae im Amtsband trägt:
- KDStV Winfridia Breslau zu Münster im CV (gegr. 1856) als Schwesterverbindung
- KDStV Ferdinandea-Prag zu Heidelberg im CV (gegr. 1886) als Patenverbindung
- AV Helvetia Monacensis im StV (gegr. 1844) als Dank für Hilfe in der Gründungszeit
- KÖHV Rheno-Juvavia zu Salzburg im ÖCV (gegr. 1932) als letzter österreichischer Verbindung vor der Trennung von CV und ÖCV
- AV Austria Innsbruck im ÖCV (gegr. 1864)

2001 wurde das 150. Stiftungsfest in Anwesenheit aller Tochter- und Patenverbindungen der Aenania gefeiert.

## Bekannte Mitglieder (Auswahl)

### Protektoren
Eine Besonderheit der Verbindung ist die Unterstellung unter den jeweils regierenden Erzbischof von München und Freising als „Protektor“. Dieses eher umständliche Konstrukt war ursprünglich der juristischen Notwendigkeit geschuldet, dass nach dem Recht des Königreichs Bayern jede kirchliche Vereinigung der Protektion durch eine kirchliche Oberhoheit bedurfte, um Rechtssubjekt sein zu können. Auf Bitten der Verbindung übernahm deshalb Gregor von Scherr OSB als Erzbischof von München und Freising dieses persönliche Protektorat über die Verbindung und ihren Philisterverein. Damit ermöglichte er der Verbindung sowohl staatlich wie kirchlich die unabhängige Bildung von Vermögensmassen und den Erwerb von Immobilien. Mit der Gründung des Deutschen Reichs und der Einführung des Bürgerlichen Gesetzbuchs verlor diese Institution ihre rechtliche Bedeutung.
Die Tradition des Protektorats setzten mit einer Ausnahme (Michael von Faulhaber) gleichwohl alle Nachfolger Erzbischof von Scherrs ehrenamtlich fort. So trugen und tragen folgende Erzbischöfe als Protector Aenaniae das Band der Verbindung:
- Gregor von Scherr
- Anton von Steichele
- Antonius von Thoma
- Franz Joseph von Stein
- Franziskus Kardinal von Bettinger
- Joseph Kardinal Wendel
- Julius Kardinal Döpfner
- Joseph Kardinal Ratzinger – Papst Benedikt XVI.
- Friedrich Kardinal Wetter
- Reinhard Kardinal Marx

Bis zu Friedrich Wetter wurde dem Protektor das Band von einer Verbindungsdelegation in einer eigenen Audienz im Palais Holnstein übergeben. Reinhard Marx wurde das Band auf einer besonderen Veranstaltung im Verbindungshaus verliehen.
Die Protektoren gelten der Verbindung unabhängig von Bezeichnungen des CV und unabhängig von ihrer Emeritierung auf Lebenszeit als ordentliche Mitglieder mit Stimmrecht im Uraenanenconvent, die bisweilen auch aktiv in das Verbindungsleben eingriffen (von Scherr, Wendel, Döpfner, Marx). Für Mitglieder des CV gelten sie als Ehrenmitglieder. Die Aufgaben des Protektors sind nach Wegfall der Notwendigkeit eines Protektors (durch Einführung des BGB im Jahr 1900) heute nur noch traditioneller Art. Der Erzbischof von München und Freising (oder sein noch lebender Amtsvorgänger) hält in der Regel einmal im Jahr eine Messe mit der Aktivitas der Verbindung, entweder am Grab des Sel. P. Rupert Mayer oder im Rahmen des Gründungs- oder Stiftungsfestes. Im Übrigen bedarf die Auswahl des Verbindungsseelsorgers (derzeit Ludwig Mödl) der Bestätigung durch den Protektor.
Wie Aenania hat auch die Schwesterverbindung Winfridia Breslau zu Münster die Tradition des Protektorates durch den Erzbischof von Breslau, die nach Unterbrechung durch die Vertreibung aus Breslau mittlerweile wieder aufgelebt ist.

### Bekannte Mitglieder
- Alois von Schmid (1825–1910), Theologe und Philosoph
- Franz Senn (1831–1884), katholischer Geistlicher („Gletscherpfarrer“) und Begründer des Deutschen Alpenvereins
- Heinrich von Pelkhoven (1833–1903), Jurist und Theologe, Spiritual des Priesterseminars Regensburg, Stifter und Namensgeber des Pelkhovenpreises
- Max Lossen (1842–1898), Historiker und Gründer des KStV Arminia Bonn im KV
- Georg von Hertling (1843–1919), Reichskanzler und Preußischer Ministerpräsident, Politiker (Zentrumspartei) und Philosoph
- Sebastian Kirchberger (1846–1919), katholischer Geistlicher, Domkapitular im Erzbistum München und Freising
- Anton von Henle (1851–1927), Bischof von Passau und Regensburg
- Andreas von Stöckle (1856–1940), Präsident des Bayerischen Obersten Rechnungshofes
- Franz Matt (1860–1929), Bayerischer Kultusminister und stellvertretender Ministerpräsident
- Viktor Josef Fezer (1861–1927), Regierungspräsident des Jagstkreises
- Jakob Baumann (1862–1922), Priester
- August Knecht (1866–1932), Kirchenrechtler
- Stephan Bierner (1867–1951), Oberbürgermeister und Ehrenbürger von Freising
- Franz Xaver Schweyer (1868–1935), Bayerischer Innenminister
- August Naegle (1869–1932), katholischer Theologe und Kirchenhistoriker, Rektor der Prager Karl-Ferdinands-Universität
- Anton Reiser (1869–1923), Bürgermeister, Oberamtmann und Ehrenbürger von Sigmaringen, Abgeordneter im Kommunallandtag der Hohenzollernschen Lande
- Franz Walter (1870–1950), Moraltheologe und Hochschullehrer
- Otto Rust (1871–1945), Erzpriester und Märtyrer
- Konrad Beyerle (1872–1933), Staatsrechtler, Rechtshistoriker und Politiker
- Wilhelm Matt (1872–1936), Oberbürgermeister von Aschaffenburg
- Sel. P. Rupert Mayer SJ (1876–1945), Jesuitenpater und Widerstandskämpfer gegen den Nationalsozialismus
- Josef Osterhuber (1876–1965), Journalist
- Wilhelm Laforet (1877–1959), Staatsrechtler und Mitglied des Parlamentarischen Rates
- Karl Mayer (1878–1951), Bürgermeister von Donauwörth, Oberbürgermeister von Neuburg an der Donau, Richter in Entnazifizierungsverfahren
- Max Buchner (1881–1941), Historiker und Mittelalterkundler, Professor in München und Würzburg, Herausgeber der „Gelben Hefte“
- Karl d’Ester (1881–1960), Zeitungswissenschaftler
- Anton Höfle (1882–1925), Mitglied des Reichstags und Reichspostminister
- Wilhelm Hamacher (1883–1951), Bundesvorsitzender des Zentrums und Mitglied des Bundestags
- Alfons Maria Jakob (1884–1931), Neurologe (Creutzfeldt-Jakob-Krankheit)
- Otto Bohl (1885–1969), Oberbürgermeister von Augsburg und Landrat von Illertissen
- Franz Xaver Mayr (1887–1974), Priester und Fossiliensammler
- Peter Morio (1887–1960), Agronom und Rebenzüchter (Bacchus, Domina, Morio-Muskat, Optima)
- Franz Weiß (1887–1974), Landwirtschaftsminister des Landes Württemberg-Hohenzollern und MdB (CDU)
- Paul Martini (1889–1964), Internist
- Josef Wintrich (1891–1958), Präsident des Bundesverfassungsgerichts (1954–1958)
- Rudolf Fraja (1892- unbekannt), Verwaltungsjurist
- Georg Weber (1892–1964), Oberbürgermeister von Ingolstadt
- Martin Keilhacker (1894–1989), Psychologe und Medienpädagoge
- Alfons Dawo  (1895–1968), Präsident des Saarländischen Landtags
- Theodor Endter (1895- nach 1970), Bankmanager
- Josef Kürzinger (1898–1984), Neutestamentler
- Willo Welzenbach (1899–1934), Bergsteiger
- Konrad Beyerle (1900–1979), Ingenieur
- Karl Hofmann (1900–1954), Kirchenrechtler
- Franz Pfeiffer (1900–1979), Regierungspräsident der Pfalz
- Karl Abenthum (1901–1976), Pfarrer
- Theodor Maunz (1901–1993), Staatsrechtler
- Gebhard Seelos (1901–1984), Mitglied des Bundestags und Botschafter
- Karl Deml (1903- nach 1968), Landrat von Günzburg
- Wilhelm Westenberger (1903–1980), Justizminister von Rheinland-Pfalz (1959–1963)
- Josef Schneider (1906–1998), Erzbischof von Bamberg
- Alfons Fleischmann (1907–1998), katholischer Theologe, Universitätsprofessor und Gründungsrektor der Katholischen Universität Eichstätt-Ingolstadt
- Norbert Lieb (1907–1994), Kunsthistoriker
- Philipp Mohler (1908–1982), Komponist
- Willi Geiger (1909–1994), Richter des Bundesverfassungsgerichts
- Martin Wiesend (1910–2003), Weihbischof im Erzbistum Bamberg und Titularbischof von Migirpa
- Stefan Dittrich (1912–1988), Mitglied des Bundestags
- Helmuth Zimmerer (1912–1984), Jurist, Oberbürgermeister von Würzburg (1956–1968)
- Rudolf Spang (1913–2017), Botschafter
- Otto Gritschneder (1914–2005), Rechtsanwalt, Publizist, Zeitzeuge
- Josef Pichl (1914–1996), Oberbürgermeister von Schwandorf
- Hans Joachim Faller (1915–2006), Richter des Bundesverfassungsgerichts von 1971 bis 1983
- Johannes Herrmann (1918–1987), Professor für Römisches Recht und Deutsches Bürgerliches Recht
- Joseph Bücker (1927–2001), Verwaltungsjurist und Direktor beim Deutschen Bundestag von 1984 bis 1991
- Friedrich Kardinal Wetter (* 1928), Erzbischof von München und Freising em.
- Wulf Steinmann (1930–2019), Physiker und Rektor der Ludwig-Maximilians-Universität München
- Odilo Lechner (1931–2017), Abt der Abtei St. Bonifaz München und des Klosters Andechs von 1964 bis 2003
- Albert Scharf (1934–2021), Intendant des Bayerischen Rundfunks von 1990 bis 2002
- Manfred Blaschke (* 1936), Landrat des Landkreises Schongau (1970–1972) und des Landkreises Weilheim-Schongau (1978–1996)
- Anton Ziegenaus (1936–2024), em. Prof. für Dogmatik an der Universität Augsburg
- Josef Thesing (* 1937), ehemaliger stv. Generalsekretär der Konrad-Adenauer-Stiftung
- Karl Heinz Kuhna (* 1937), Rechtsanwalt, Botschafter a. D.
- Gunter Desch (* 1937), Generaloberstabsarzt, Inspekteur des Sanitäts- und Gesundheitswesens der Bundeswehr a. D.
- Ludwig Mödl (* 1938), katholischer Geistlicher und Professor em. für Pastoraltheologie
- Paul Laufs (* 1938), Ingenieur, Professor, Politiker (CDU), Staatssekretär a. D.
- Peter Claus Hartmann (* 1940), Historiker und Professor em. für Allgemeine und Neuere Geschichte
- Hans Pongratz (* 1945), Stv. Generalarzt der Luftwaffe und Leiter Abt. III Flugmedizinisches Institut der Luftwaffe
- Heinz Klinger (* 1943), Vorstandsvorsitzender der Isar-Amperwerke AG, Präsident der Vereinigung Deutscher Elektrizitätswerke VDEW a. D.
- Nikolaus Brender (* 1949), ehemaliger Chefredakteur des ZDF
- Alfred Sauter (* 1950), Jurist, MdL, Staatsminister a. D
- Thomas Zimmermann (* 1946), Mediziner, MdL
- Dieter Spath (* 1952), Arbeitswissenschaftler und Direktor des Fraunhofer IAO
- Rudolf Streinz (* 1953), Professor für Öffentliches Recht
- Joachim Herrmann (* 1956), Jurist, MdL, Bayerischer Innenminister
- Siegfried Schneider (* 1956), Volksschullehrer, MdL, Bayerischer Staatsminister in der Staatskanzlei
- Hans-Peter Fischer (* 1961), katholischer Geistlicher, Kirchengeschichtler und Kirchenrechtler, Direktor des Campo Santo Teutonico
- Marcel Huber (* 1958), Leiter der Bayerischen Staatskanzlei und Bayerischer Staatsminister für Bundesangelegenheiten und Sonderaufgaben
- Manfred Heim (* 1961), Kirchenhistoriker
- Ludwig Spaenle (* 1961), Bayerischer Kultusminister
- Armin Laschet (* 1961), Ministerpräsident des Landes Nordrhein-Westfalen
- Michael Klein (* 1965), Wissenschaftsmanager
- Hanns-Ferdinand Müller (* 1965), Unternehmer und Manager
- Norbert Rollinger (* 1964), Vorstand bei R+V Versicherungen AG
- Veit Neumann  (* 1969), Theologe und Hochschullehrer
- Rupert Graf zu Stolberg-Stolberg (* 1970), Weihbischof im Erzbistum München und Freising
- Bernd Sibler (* 1971), Bayerischer Staatsminister für Unterricht und Kultus
- Sebastian Schädler (* 1987), Ingenieur, Abgeordneter im Landtag des Fürstentums Liechtenstein

Sechs Mitglieder der Aenania waren stimmberechtigte Mitglieder der 14. Bundesversammlung.